# 安田栗之助
安田 栗之助（やすだ くりのすけ、1953年7月9日 - ）は、福岡県を拠点に九州・山口地方で活動するローカルタレント。本名は安田 誠（やすだ まこと）。山口県下関市出身。出身高校下関私立早鞆高校、出身大学九州産業大学、愛称は「栗ちゃん」。

## 略歴
- 「栗之助」という芸名は甘栗屋の息子であるため。
- 1979年、『ズームイン!!朝!』の福岡放送担当レポーターとしてデビュー。同年11月29日朝の生放送中に、移動たこ焼き店のマイクロバスのドアノブを触った瞬間、漏電していたため感電したが、失神までは至らずに、直後に中継に復帰したというハプニング[1]で、後々まで語り継がれる事となる。なお福岡放送からは、当時の1日のギャラの5倍にあたる1万円を慰謝料として現金取っ払いで受け取ったとのこと。
- ズームイン降板後は専らローカルタレントとして活動。30歳で結婚後個人事務所「博多おもしろくらぶ」を立ち上げる。
- カーレース国際A級ライセンス、アマチュア無線免許を所持。
- 3人の息子の父で長男は安田桃太郎（俳優) 、次男は安田錦之助（元アメリカンフットボール選手。現プロボクサー：リングネームはキンノスケザファイタ）[2]。

## 出演

### 栗之助の釣りランド
1990年代に九州朝日放送で土曜朝7:00に放送されていた釣り番組（ANN九州各局やスカイ・Aでも放送）。従来からある玄人向けの釣り番組と違い、釣り人の個性やキャラクター・人間性を引き出し、さらに釣った魚を利用したアウトドアクッキングや、釣り場や漁港の近くの宿泊施設まで紹介するエンタテイメント性が受け人気番組となる。この番組がきっかけとなり「栗之助＝釣り」というイメージができあがった。番組自体は終了し、その後、同じコンセプトの下、福岡放送で『我ら釣キング』（日曜6:00-6:30）が放送されていた。

### めんたいワイド・突撃!隣の晩ごはん
福岡放送の夕方ワイド番組『めんたいワイド』において1995年の放送開始から数年間に渡り放送されてきた人気コーナー。基本的には元祖であるヨネスケのやり方を踏襲しているが、唯一違う点はこれを生中継で行うという事である。毎週FBSの放送エリア内のどこかに栗之助が出没し、直感で選んだ一般家庭に半ば勝手に入り込み、食卓にお邪魔するというコーナーであった。このコーナーに関しては台本というものが存在せず、本当に栗之助の気まぐれで進行していくため、ロケのスタッフはともかく、スタジオスタッフや古賀ゆきひとをはじめとする出演者たちも毎週ハラハラドキドキであったという。また、「近所に栗之助が来ている」ことをテレビで見て知った視聴者が、家の電気を消すなどして居留守を使うこともあり、結果一軒も紹介出来ずにコーナーが終了したこともあった。このコーナーは「栗之助の町内探検隊」を経て「栗ちゃんの夫婦バンザイ」となり、さすがに一般家庭の食卓を荒らすということは少なくなった。

### 出演番組
- 現在
- 過去
  - ズームイン!!朝!（日本テレビ系列）
  - 栗之助の釣りランド（KBCテレビ）
  - 栗之助のまずはラジオでおつかれさん（KBCラジオ）
  - 栗之助の縦横無尽（KBCラジオ）etc
  - めんたいワイド（福岡放送）レポーターとして出演
  - ナイトシャッフル（福岡放送）不定期出演
  - 我ら釣キング（福岡放送）
- CM
- 現在
  - 本家山賊鍋
- 過去
  - たまらんちゃん（ハウス食品）　SONYのメモッコ・サントリー角瓶・福岡夢つくし米
  - 博多蔵出し生ビール（アサヒビール）　週刊少年ジャンプ・週刊マーガレット

他多数

## 楽曲
- 恋のトッチャン坊や'63（レコード。タイトルに'63と付いているのは、昭和63年に出たため。）
- 磯釣り音頭（CDシングル。前川清、山本譲二が参加）
- 九州ふれあいめぐり愛(松原のぶえ)とデュエット

いずれも現在入手困難である。

## エピソード
- 本来の芸名である「安田栗之助」の他、「栗之助」表記でも登場することがある。
- 同じ福岡ローカルタレントで釣り人という共通点があることから、今井雄太郎と比較される事があるが、腕前は栗之助が上と思われる。ただ、ナイトシャッフルの釣り対決では通算成績はほぼ互角である。
- 同じくナイトシャッフルで以前『ゴチになります!』のパロディ企画が行われた際、本家よりゲスト出演した出川哲朗に「虎之助さん」と言われた。
- 後輩ローカルタレントの中島浩二や博多華丸・大吉が時折彼のものまねをしている。